# كينتون سميث
كينتون سميث هو لاعب هوكي الجليد كندي، ولد في 10 سبتمبر 1979 في إدمونتون في كندا.

## وصلات خارجية
- كينتون سميث على موقع دوري الهوكي الوطني (الإنجليزية)
- كينتون سميث على موقع EliteProspects.com (الإنجليزية)
- كينتون سميث على موقع HockeyDB.com (الإنجليزية)